# Río Tomayapo
Der Río Tomayapo (auch Río Tomayapu) ist einer der Nebenflüsse des Río San Juan del Oro, der im weiteren Verlauf über den Río Camblaya und den Río  Pilaya zum Flusssystem des  Río Pilcomayo in Bolivien gehört.

## Verlauf
Der Río Tomayapo fließt in seiner gesamten Länge von 110 Kilometern in etwa nordwestlicher Richtung durch das Departamento Tarija. Der Fluss entspringt an den Westhängen der Cordillera de Sama am Cerro Sola auf einer Höhe von 4178 Metern im Municipio Yunchará, knapp dreißig Kilometer südwestlich der Stadt Tarija. Er trägt auf den ersten fünfzehn Kilometern den Namen „Río Sola“, fließt in nordwestlicher Richtung und endet in einer Höhe von  3.535 Metern in einem 750 Meter langen und etwa 500 Meter breiten Stausee. Der Fluss fließt dann auf den folgenden 25 Kilometern in weitgehend nördlicher Richtung und passiert die Ortschaft Iscayachi. Er schwenkt dann wieder in eine weitgehend nordwestliche Richtung um, durchquert die Provinz Eustaquio Méndez mit der Ortschaft La Parroquia (früher: Tomayapo), bevor er schließlich an der Grenze zum Departamento Chuquisaca in den Río San Juan del Oro mündet.
In seinem gesamten Verlauf fließen dem Río Tomayapo keine nennenswerten Nebenflüsse zu, so dass der Fluss in fast seinem gesamten Verlauf eine sehr unregelmäßige Wasserführung hat.